# Бубон Верхнього світу
«Бубон Верхнього світу» (рос. Бубен Верхнего мира) — оповідання Віктора Пелевіна.

## Сюжет
В оповіданні химерно поєднані реалії періоду ранньої перебудови з містикою. Мова ведеться про дивне підприємство, що надає послуги з вивозу російських дівчат шляхом одруження з іноземцями. Такса залежить від національності, німці оцінюються як «російськомовний єврей без візи», іспанці дорожче, зустрічаються італійці, фіни, японці.
Ніби пересічна побутова картина містить в собі дещо незвичайний елемент — іноземців добувають шляхом повернення до життя людей, що загинули при вторгненні в СРСР в ході Німецько-радянської війни. Для оживлення (приблизно на три роки) використовується майстерність жінки-шамана на ім'я Тийми. В день, що описаний в оповіданні, підприємці Таня і Маша знаходять збитий літак і Тайми оживляє льотчика. В Нижньому світі його немає, але вдається знайти його у Верхньому. Проте виявляється, що це росіянин — майор Звягінцев, який переганяв німецький літак і зазнав аварії.
Майор трохи підіймає завісу того, як живуть у Верхньому світі. «— У нас ніяких назв немає, — сказав Майор. — Тому й живемо у спокої та радості… І чим вище, тим більш безіменно».
Закінчується оповідання на щімкій ноті. Майор повертається назад, Маша обіцяє знову прийти до літака, вона напружено думає, стискаючи сопілочку — подарунок майора.